# Fortaleza de San Paio de Narla
La fortaleza de San Paio de Narla, también conocida como la torre de Xiá es una fortificación medieval situada en la localidad de Friol (provincia de Lugo, España), es casa solar de la familia Seixas; antiguo linaje gallego. Esta edificación está considerada desde el año 1949 como un Bien de Interés Cultural dentro del catálogo de monumentos del patrimonio histórico de España.

## Historia
Los primeros documentos que hacen referencia a la fortaleza se remontan al siglo XIV, citado en el año 1350. Se conoce que sufrió el ataque de los Irmandiños, ya que se tiene constancia que Vasco de Seixas ordenó realizar trabajos para su reconstrucción.
En el siglo XVIII cambió de propietarios, pasando a manos de la familia Campomanes, que habitaron y reformaron la fortaleza, y a finales del siglo XIX fue vendida nuevamente a la familia Novo. Estos propietarios la vendieron de nuevo a una persona que pretendía derruirla para reutilizar la piedra. Por iniciativa del director del Museo Provincial de Lugo, Manuel Vázquez Seijas, la Diputación Provincial de Lugo la adquirió en septiembre del año 1939.
Esta fortaleza permaneció varias décadas sin uso alguno, hasta que en el año 1983, el arqueólogo Felipe Arias Vilas la convirtió en la sección de etnografía del Museo Provincial de Lugo.